# Редінгтон-Біч (Флорида)
Редінгтон-Біч (англ. Redington Beach) — місто (англ. town) в США, в окрузі Пінеллас штату Флорида. Населення — 1376 осіб (2020).

## Географія
Редінгтон-Біч розташований за координатами 27°48′34″ пн. ш. 82°48′44″ зх. д. / 27.80944° пн. ш. 82.81222° зх. д. (27.809487, -82.812138).  За даними Бюро перепису населення США в 2010 році місто мало площу 3,36 км², з яких 0,93 км² — суходіл та 2,43 км² — водойми.

## Демографія
Згідно з переписом 2010 року, у місті мешкало 1427 осіб у 668 домогосподарствах у складі 437 родин. Густота населення становила 425 осіб/км².  Було 1013 помешкання (302/км²).
Расовий склад населення:
| - 95,3 % — білих - 2,5 % — азіатів - 0,4 % — чорних або афроамериканців - 0,1 % — корінних американців |

До двох чи більше рас належало 1,5 %. Частка іспаномовних становила 3,8 % від усіх жителів.
За віковим діапазоном населення розподілялося таким чином: 13,3 % — особи молодші 18 років, 61,9 % — особи у віці 18—64 років, 24,8 % — особи у віці 65 років та старші. Медіана віку мешканця становила 52,7 року. На 100 осіб жіночої статі у місті припадало 97,6 чоловіків;  на 100 жінок у віці від 18 років та старших — 94,2 чоловіків також старших 18 років.
Середній дохід на одне домашнє господарство  становив 117 255 доларів США (медіана — 80 724), а середній дохід на одну сім'ю — 121 536 доларів (медіана — 82 891). Медіана доходів становила 53 594 долари для чоловіків та 60 833 долари для жінок. За межею бідності перебувало 8,6 % осіб, у тому числі 10,9 % дітей у віці до 18 років та 2,4 % осіб у віці 65 років та старших.
Цивільне працевлаштоване населення становило 778 осіб. Основні галузі зайнятості: освіта, охорона здоров'я та соціальна допомога — 23,1 %, роздрібна торгівля — 16,1 %, науковці, спеціалісти, менеджери — 15,8 %.